# ویتو دی باری
ویتو دی باری (انگلیسی: Vito Di Bari؛ زادهٔ ۷ آوریل ۱۹۸۳) بازیکن فوتبال اهل ایتالیا است.
از باشگاه‌هایی که در آن بازی کرده‌است می‌توان به باشگاه فوتبال هلاس ورونا، باشگاه فوتبال رجینا، باشگاه فوتبال کوزنتسا کالچو، باشگاه فوتبال کرمونزه، باشگاه فوتبال فروزینونه، باشگاه فوتبال ونتزیا، و باشگاه فوتبال پیستویزه اشاره کرد.